# Дро
Дро (на италиански: Dro, на местен диалект: Dró, Дро) е малко градче и община в Северна Италия, автономна провинция Тренто, автономен регион Трентино-Южен Тирол. Разположено е на 123 m надморска височина. Населението на общината е 4868 души (към 2015 г.).